# Маклин, Уилмер
Уилмер Маклин (англ. Wilmer McLean; 1814—1882) — американский оптовый торговец-бакалейщик, в доме которого были подписаны документы о капитуляции Северовирджинской армии генерала Ли.

## Биография
Родился 3 мая 1814 года в городке Манассас, занимался торговлей.
Стал известен в результате событий Гражданской войны в США, к этому времени он был майором в отставке и в войне участие не принимал. Его дом находился на дороге между Вашингтоном (столица Северных штатов) и Ричмондом (столица Конфедерации). Первое сражение Гражданской войны началось рядом с домом Маклина, так как в нём располагался штаб конфедератов, который 21 июля 1861 года «северяне» обстреляли из артиллерии. Желая избежать последствий начавшейся войны, в 1863 году Маклин переехал с семьёй на юг в город Аппоматтокс, штат Виргиния. Но в конце войны, 9 апреля 1865 года, его новый дом был использован для подписания акта о капитуляции «южан» генералом Ли полководцу «северян» Улиссу Гранту. Эти факты дали Маклину основания утверждать, что Гражданская война началась в его дворе, а закончилась в его гостиной.
После войны Маклин продал свой дом и в 1867 году с семьёй вернулся домой в Манассас. Позднее они переехали в Алегзандрию в Виргинии, где Маклин с 1873 по 1876 годы работал в налоговой службе.
Умер 5 июня 1882 года в Алегзандрии, похоронен на местном кладбище St. Paul’s Episcopal Cemetery.
Дом Маклина в Аппоматтоксе, восстановленный и реконструированный в 1950 году, стал памятником истории Appomattox Court House National Historical Park. Является достопримечательностью городка, здесь проводятся экскурсии.

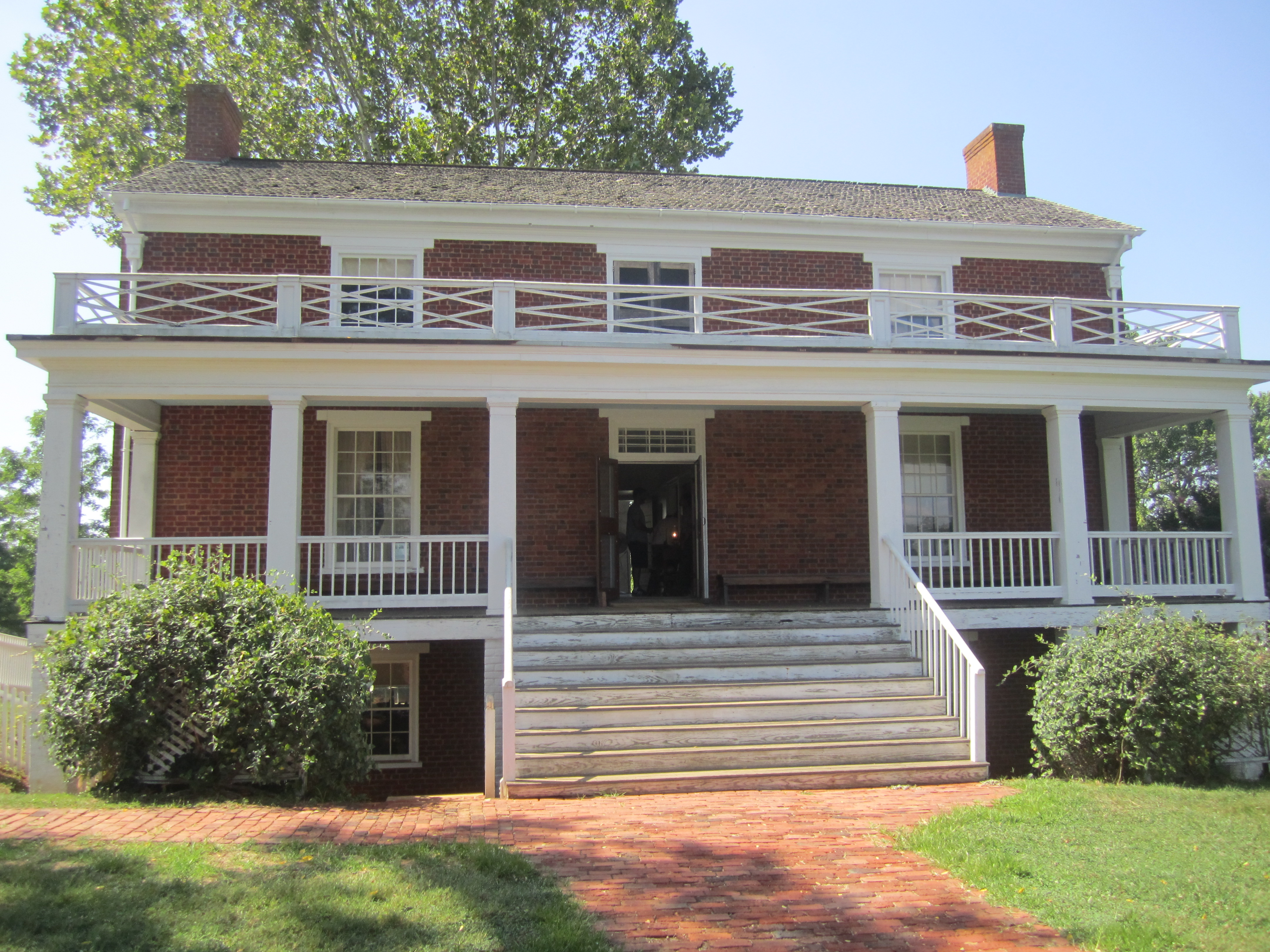
Дом Уилмера Маклина
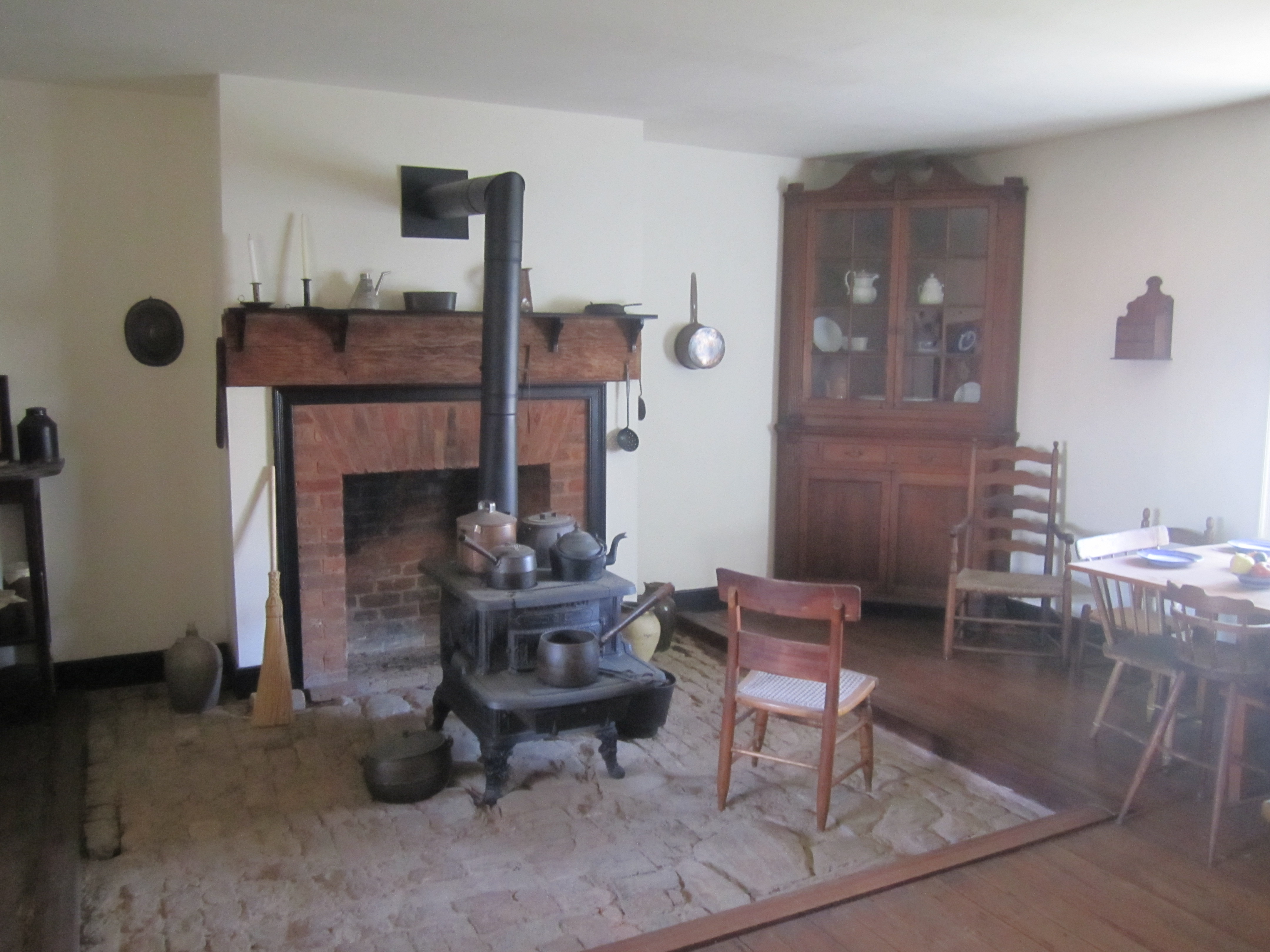
Кухня в доме
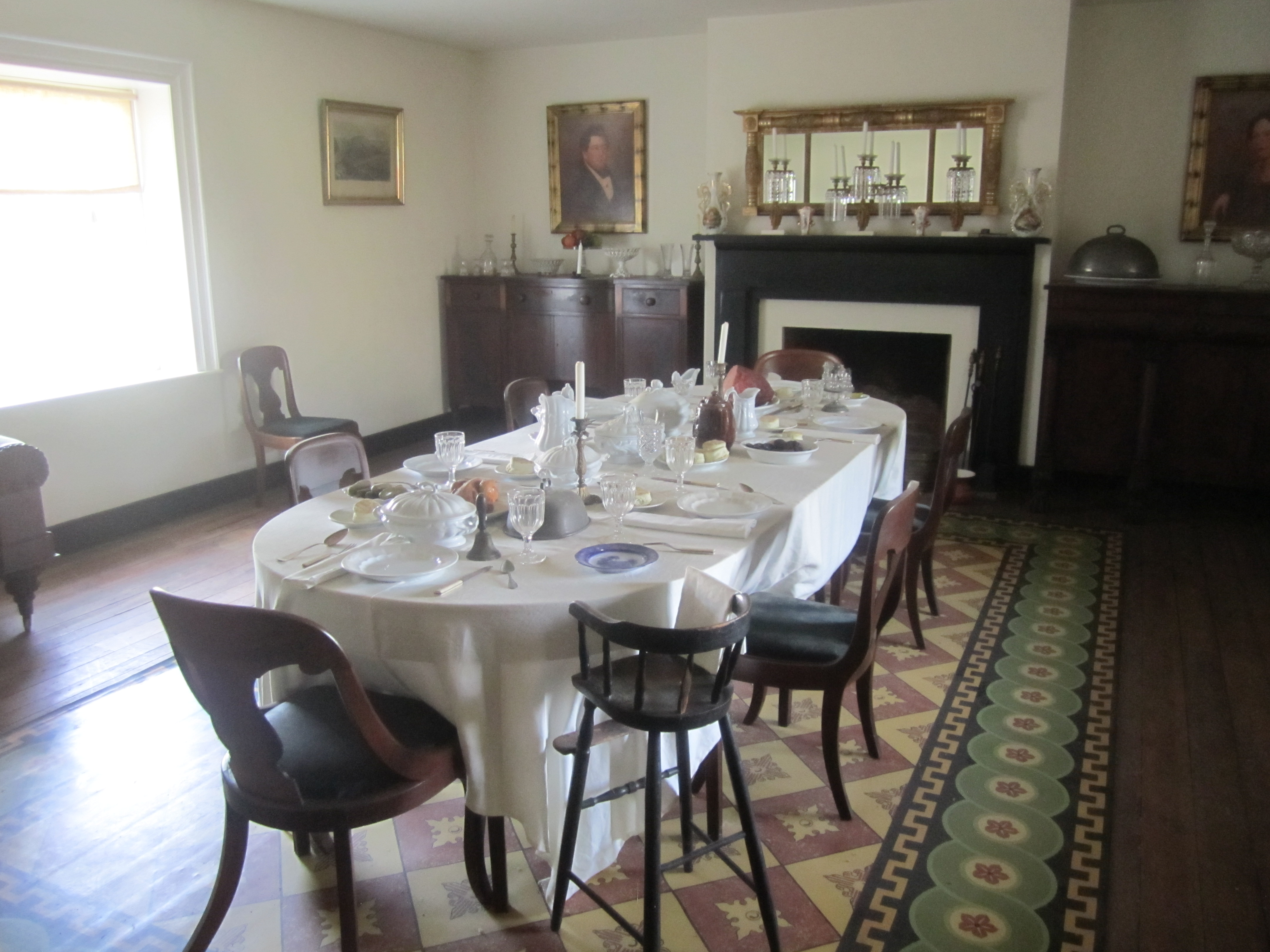
Столовая в доме